# فرانکوو
فرانکوو (به لهستانی:  Franków) یک روستا در لهستان است که در گمینا پولیچنا واقع شده‌است.
 فرانکوو  ۱۲۰ نفر جمعیت دارد.